# Stade Vélodrome
L'Stade Vélodrome (Estadi Velòdrom) és un estadi de futbol de la ciutat de Marsella, a França. Va ser inaugurat el 1937. L'estadi rep aquest nom perquè abans albergava proves ciclistes. És la seu habitual de l'Olympique de Marsella. Té una capacitat per a més de 65.000 espectadors.
Ha estat seu en dues Copes del Món de futbol. En l'edició de 1938 va albergar només dos partits, un de primera ronda i una semifinal. En canvi en la de 1998 va albergar set partits, quatre de la primera fase, un de vuitens, un de quarts i una semifinal.
També ha acollit partits de 3 campionats europeus de seleccions: el de 1960, el de 1984 i el de 2016.

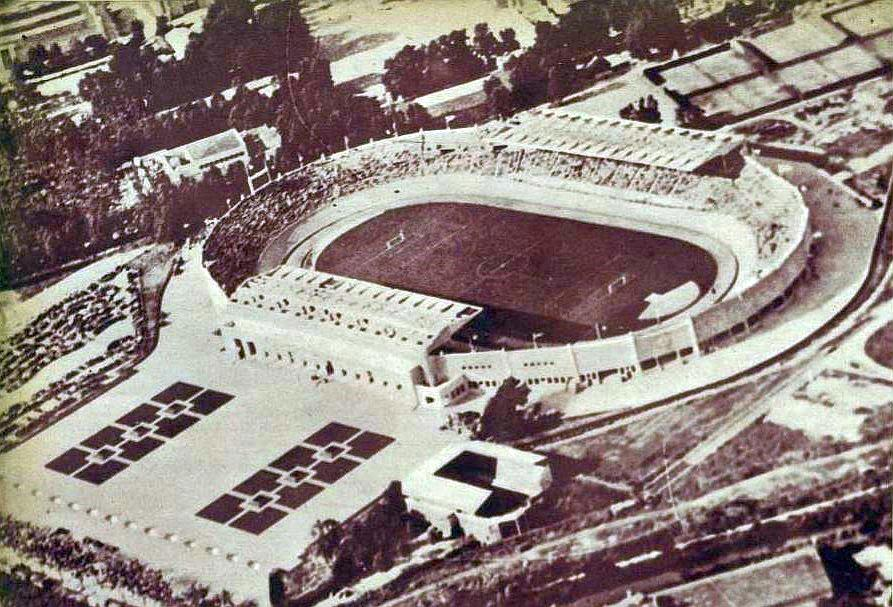
Vélodrome el 1937.

## Copa del Món de 1938
| Dia                | Hora (CET) | Equip 1 | Resultat  | Equip 2 | Ronda     | Espectadors |
| ------------------ | ---------- | ------- | --------- | ------- | --------- | ----------- |
| 5 de juny de 1938  | 17:00      | Itàlia  | 2–1 (pr.) | Noruega | Primera   | 18.000      |
| 16 de juny de 1938 | 18:00      | Itàlia  | 2–1       | Brasil  | Semifinal | 30.000      |

## Eurocopa de 1960
| Dia                 | Hora (CET) | Equip 1        | Resultat | Equip 2        | Ronda     | Espectadors |
| ------------------- | ---------- | -------------- | -------- | -------------- | --------- | ----------- |
| 6 de juliol de 1960 | 21:30      | Txecoslovàquia | 0–3      | Unió Soviètica | Semifinal | 25.184      |
| 9 de juliol de 1960 | 18:00      | Txecoslovàquia | 2–0      | França         | 3r lloc   | 9.438       |

## Europa de 1984
| Dia                | Hora (CET) | Equip 1  | Resultat  | Equip 2  | Ronda     | Espectadors |
| ------------------ | ---------- | -------- | --------- | -------- | --------- | ----------- |
| 17 de juny de 1984 | 20:30      | Portugal | 1–1       | Espanya  | Grup B    | 24.364      |
| 23 de juny de 1984 | 20:00      | França   | 3–2 (pr.) | Portugal | Semifinal | 54.848      |

## Copa del Món de futbol de 1998
| Dia                 | Hora (CET) | Equip 1       | Resultat       | Equip 2       | Ronda            | Espectadors |
| ------------------- | ---------- | ------------- | -------------- | ------------- | ---------------- | ----------- |
| 12 de juny de 1998  | 21:00      | França        | 3–0            | Sud-àfrica    | Grup C           | 55.077      |
| 15 de juny de 1998  | 14:30      | Anglaterra    | 2–0            | Tunísia       | Grup G           | 54.587      |
| 20 de juny de 1998  | 21:00      | Països Baixos | 5–0            | Corea del Sud | Grup E           | 55.000      |
| 23 de juny de 1998  | 21:00      | Brasil        | 1–2            | Noruega       | Grup A           | 55.000      |
| 27 de juny de 1998  | 16:00      | Itàlia        | 1–0            | Noruega       | Vuitens de final | 55.000      |
| 4 de juliol de 1998 | 16:00      | Països Baixos | 2–1            | Argentina     | Quarts de final  | 55.000      |
| 7 de juliol de 1998 | 21:00      | Brasil        | 1–1 (4–2 pen.) | Països Baixos | Semifinal        | 54.000      |

## Europa de 2016
El Velodrome va acollir sis partits de l'Eurocopa 2016, incloent una semifinal. Això el va convertir en el primer estadi d'Europa en acollir tres semifinals de l'Eurocopa.
| Dia                 | Hora (CET) | Equip 1    | Resultat       | Equip 2  | Ronda         | Espectadors |
| ------------------- | ---------- | ---------- | -------------- | -------- | ------------- | ----------- |
| 11 de juny de 2016  | 21:00      | Anglaterra | 1–1            | Rússia   | Grup B        | 62.343      |
| 15 de juny de 2016  | 21:00      | França     | 2–0            | Albània  | Grup A        | 63.670      |
| 18 de juny de 2016  | 18:00      | Islàndia   | 1–1            | Hongria  | Grup F        | 60.842      |
| 21 de juny de 2016  | 21:00      | Ucraïna    | 0–1            | Polònia  | Grup C        | 58.874      |
| 30 de juny de 2016  | 21:00      | Polònia    | 1–1 (3–5 pen.) | Portugal | Quarter-final | 62.940      |
| 7 de juliol de 2016 | 21:00      | Alemanya   | 0–2            | França   | Semifinal     | 64.078      |